# اسنادس فری (کارولینای شمالی)
اسنادس فری (به انگلیسی: Sneads Ferry) شهری در ایالت کارولینای شمالی کشور ایالات متحده آمریکا است که جمعیت آن در سرشماری سال ۲۰۱۰ میلادی، ۲٬۶۴۶ نفر بوده‌ است.